# Avellino
Avellino és un municipi Italià, situat a la regió de Campània i a la província d'Avellino. L'any 2024 tenia 51.910 habitants. Limita amb els municipis de Aiello del Sabato, Atripalda, Capriglia Irpina, Cesinali, Contrada, Grottolella, Mercogliano, Monteforte Irpino, Montefredane, Ospedaletto d'Alpinolo i Summonte.

## Fills il·lustres
- Carlo Romani (1824-1875), director d'orquestra i compositor.

## Administració
| Període | Identitat        | Partit         |
| ------- | ---------------- | -------------- |
| 2006-   | Giuseppe Galasso | Centreesquerra |